# Темната дупка (Гара Лакатник)
Вижте пояснителната страница за други значения на Темната дупка.
„Темната дупка“ е името на пещера в Лакатнишките скали, Западна Стара планина, България, обявена за природна забележителност. Старото и име е Суходолски подмол.

## Местонахождение
Пещерата се намира на югоизточния склон на Врачански балкан, в землището на село Миланво, северозападно от село Гара Лакатник на левия бряг на река Искър, на 27 метра над нейното ниво в стената на скален венец. Образувана е в тъмни среднотриаски варовици (ладин) на Милановската синклинала. В годишника на Софийски универстите, Историко-филологически факултет, от 1913 – 1915 г. Жеко Радев пише: „Темната - пещера има своите изходи в Осиковски камък, срещу станция Лакатник...“

## Откриване и изследване
- През 1912 година е първото известно посещение от Иван Буреш, който проучва прилепната фауна.
- През 1915 година е първата публикувана карта и описание на 150 метра от пещерата от Жеко Радев.
- В периода 1921 – 1926 г. изследванията се продължават от инж. П. Петров, И. Нинчовски, М. Войнягов, П. Енглиш, И. Първанов, които картират около 1 км галерии.
- През 1936 година е публикувано пълно и точно описание на пещерата.
- През 1948 година по време на Научноизследователската пещерна бригада „Т. Павлов“, пещерата е прекартирана, тогава се откриват и северозападните части.
- През 1958 година група спелеолози под ръководството на П. Трантеев проучват пещерата, като дължината нараства на 3200 метра.
- През 1971 година проучванията продължават от „Черни връх“ София, които започват да правят и теодолитна снимка на пещерата и морфоложки профили през 10 метров мащаб 1:100. Картирането е започнато от Петър Трантеев-Хера, продължено от Петър Петров-Пумата и Петър Делчев-профили. Картата е направена почти до края, като най-трудната част е във „Фурната“, където остават около 300 метра, за да се довърши. Целият труд се загубва със смъртта на Петър Трантеев и заминаването на Петър Петров във Франция.
- От 1991 г. колектив софийски спелеолози под ръководството на инж. Ясен Вучков от „Черни връх“ и Кирил Данаилов от „Хеликтит“ София работят върху детайлно картиране и изработването на векторизирана компютърна карта на пещерата.
- През 2001 година по време съвместна експедиция белгийски и френски леководолази навлизат 240 метра в сифон и достигат дълбочина от 20 метра в края на пещерата.

## Описание
Представлява система от 2 основни галерии с прилежащи части. По-дълга е североизточната част на пещерата, около 800 метра по главната ос, като по нея протича и основната подземна река. Галериите са широки и високи с преобладаващ правоъгълен и обърнато-трапецовиден напречен профил. Галерията в западно-северозападна посока, без разклоненията и етажите е дълга около 710 метра. Обикновено реката се оттича подземно през подлежащия на пещерата карстов извор Житолюб, но при екстремни валежи и снеготопене вдига нивото си и изтича през входа на пещерата. Изградена в серията пукнатини на района, Темната дупка е съставена от две основни галерии, съединени помежду си и много напречни, като цялата система е разположена на 4 етажа, без да се смята първият все още неоткрит етаж, по който тече подземната река, след като напусне „Жековото езеро“. До него най-лесно се стига, като посетителят се придържа към дясната страна, мине под прочутия „Чатал“, покрай „Изворчето“, а от следващата „Ниска зала“ вземе най-долния широк ход към „Езерото“. От отворите по дъното му извира подземната река, която по тесен проход в западна посока минава под „Новата галерия“ и някъде под „Напречната галерия“ завива към извора „Житолюб“. От „Ниската зала“ ляво отклонение води по „Пясъчната галерия“, като вдясно остава „Фурната“. Там има едно малко изкачване и се тръгва в лявата страна на „Развалините“ до „Водопада“. Срещу течението трябва да се мине през втория водопад – „Пръскалото“ и по „Водната галерия“ да се върви нагоре. Първият водопад потъва в дълбочина, сифонира и през „Скритото езеро“ попада в отворите на „Жековото езеро“. По водната галерия не след много се достига до раздвояването ѝ и същевременно до съединяването ѝ с „Павираната“, която е всъщност пътят, от „Чатала“. Раздвояването скоро свършва, както и площадката, по която до този момент става движението. Налага се слизане в самата вода, която тук идва отляво (при високи води тук не е безопасно!). Продължава се по суха галерия. След около 50 м галерията отново се раздвоява: лявото разклонение води към езерата „Ниското“, „Академик Буреш“ и „Мрачното“. На края на „Мрачното езеро“ има сифон, от който извира цялото количество вода на пещерата. Езерата са свързани с прагове и имат дълбочина до 3 м. Дясното разклонение (от „Наковалните“) води през две срутвания (второто често заблуждава преминаващите – трябва да се изкачи още в началото) към извънредно глинеста галерия. Вляво остава „Пешовата яма“, чието водно огледало е свързано със сифона на „Мрачното езеро“. Напред е „Първанов бунар“, а след него „езерата Пепи“. Едното от тях (второто) е под ъгъл. След него галерията продължава все така кална и след нов завой достига до дълбокото „Радево езеро“. В цепнатините над езерото може да се проникне в най-високата – крайната галерия на пещерата. След езеро „Бригадно“, което е плитко се стига до плътно срутване. Водата идва тук изпод дясната стена и се губи под лявата. Това място се намира на 767 м от входа. Лявата основна галерия на пещерата започва още по пътя за „Жековото езеро“, минава през малки тесни езера и след тях се свързва с галерията идваща от „Фурната“ после минава под „Развалините“ (има слухова връзка!) и чак тогава става значително по-висока. При голяма вода преливащите води на „Жековото езеро“ текат по тази галерия, иначе те са под нея. Високите води се губят в „Банята“ в нисък сифон. Основната галерия от входа на „Банята“ леко се издига нагоре и води към „Изворната галерия“, където вляво се вижда да извира вода от тесен канал на стената. Вдясно ниско на около 5 м през тесни процепи се чува шумът на подземната река, идваща от „Жековото езеро“. Изворната галерия завършва сляпо с кладенец, пълен с вода. Близо до изворчето вляво по блоковете на срутен под на горна галерия се излиза в отначало каньоновидна, а после съвсем ниска галерия. Около 80 м тук трябва да се пълзи, после се излиза отново на основната диаклаза, която има дълбочина около 12 м. Движението става по издадени части в горната част на пропастта, докато се стигне до Напречната. По средата ѝ има кладенец, чието ниво е същото, както и на кладенеца на Изворната галерия. По Напречната може да се мине към първото езеро в Новата – ез. Вики, после по тесен и нисък проход трябва да се премине Дългото езеро (само с газене), до него е Езерото на дружбата – късо, но дълбоко. Отново ниска галерия и се стига до Синята зала. Тук е истинска плетеница от блокове, тесни канали и проходи. Някъде вляво остава един скрит проход, по чиито дълбоки с тънки остри прегради синтрови езера може да се стигне до Езерото с лилията. То се минава почти по корем, защото сводът е нисък. Следва преминаване върху паднали блокове и се излиза на широка и висока галерия, която е извънредно красива за мащабите и украсата на Темната дупка. Дебели синтрови прегради, червеникави и кафяви образувания има тук навсякъде. Двата края на тази галерия – Трапезарията, са срутени подове на горни галерии. Долният край е много опасен с надвисналите си блокове. Тук е другата крайна точка на Темната дупка. Новите части представляват успоредна галерия на главната галерия от езеро „Пепи“ до „Кубаните“. В тях има две характерни места – „Пресата“, откъдето идва водата и блокажа на около 80 м от пресата. Това са единствените места в които се долавя слабо течение към тавана на кубето над блокажа. След блокажа галерията се разклонява на три. Лявата отива към красивите части, напред продължава друга към кални кладенци (откъдето идва течението) и възходяща галерия, а вдясно почти под прав ъгъл къса 50 – 60 м възходяща галерия, завършваща с огромен калцитен натек с видима дебелина около 50 см, явно запушена от него. Споменатите галерии са възходящи и пресечената им точка е блокажа, течението се стреми към кубето на блокажа, където е възможно да има продължение.
Пещерата е „училището“ на софийските пещерняци. Направен е неуспешен опит за осветяване на долния етаж, след което кабелите са разграбени. Има врата, която не се заключва.

## Фауна
Пещерната фауна е богата с наличието на 18 троглобионта (приспособени към живот без светлина същества):
- червеят Haplotaxis bureschi,
- водните охлюви Belgrandiella hessei и Saxurinator buresi,
- нисшите ракообразни Pseudocandona eremita, Speocyclops infernus и Diacyclops clandestinus,
- мокриците Bureschia bulgarica и Protelsonia lakatnicensis,
- мамареца Niphargus bureschi,
- скрипята Lithobius lakatnicensis,
- стоножката Typhloiulus bureschi,
- сенокосците Paranemastoma bureschi и Paralola buresi,
- колемболата Pseudosinella duodecimocellata,
- диплурите Plusiocampa bureschi и Plusiocampa rauseri,
- бръмбарите Pheggomisetes globiceps lakatnicensis и Duvalius papasoffi.

## Туризъм
- През 1962 г. Темната дупка е обявена за природна забележителност[2][3]